# Jagnjić Dol
Jagnjić Dol – wieś w Chorwacji, w żupanii zagrzebskiej, w mieście Sveta Nedelja. W 2011 roku liczyła 486 mieszkańców.